# Эйкан
Эйкан (яп. 永観 эйкан, устремлённый вдаль взгляд) — девиз правления (нэнго) японских императоров Энъю и Кадзана с 983 по 985 год .

## Продолжительность
Начало и конец эры:
- 15-й день 4-й луны 6-го года Тэнгэн (по юлианскому календарю — 29 мая 983 года);
- 27-й день 4-й луны 3-го года Эйкан (по юлианскому календарю — 19 мая 895 года).

## Происхождение
Название нэнго было заимствовано из классического древнекитайского сочинения Шу цзин:「王俾殷乃承叙万年、其永観朕子懐徳」.

## События
- 6 октября 983 года (27-й день 8-й луны 1-го года Эйкан) — император Энъю отрёкся от престола; трон перешёл его племяннику, который вскоре после этого взошёл на престол под именем император Кадзан;
- 983 год (8-я луна 1-го года Эйкан) — монах Тёнэн буддийской школы Тэндай отправился в Китай в сопровождении 5 или 6 учеников[6];

## Сравнительная таблица
Ниже представлена таблица соответствия японского традиционного и европейского летосчисления. В скобках к номеру года японской эры указано название соответствующего года из 60-летнего цикла китайской системы гань-чжи. Японские месяцы традиционно названы лунами.
| 1-й год Эйкан (Водяная Коза)        | 1-я луна*      | 2-я луна   | 3-я луна* | 4-я луна  | 5-я луна* | 6-я луна* | 7-я луна   | 8-я луна*   | 9-я луна              | 10-я луна* | 11-я луна  | 12-я луна    |               |
| ----------------------------------- | -------------- | ---------- | --------- | --------- | --------- | --------- | ---------- | ----------- | --------------------- | ---------- | ---------- | ------------ | ------------- |
| Юлианский календарь                 | 16 февраля 983 | 17 марта   | 16 апреля | 15 мая    | 14 июня   | 13 июля   | 11 августа | 10 сентября | 9 октября             | 8 ноября   | 7 декабря  | 6 января 984 |               |
| 2-й год Эйкан (Деревянная Обезьяна) | 1-я луна       | 2-я луна*  | 3-я луна  | 4-я луна* | 5-я луна  | 6-я луна* | 7-я луна*  | 8-я луна    | 9-я луна*             | 10-я луна  | 11-я луна* | 12-я луна    |               |
| Юлианский календарь                 | 5 февраля 984  | 6 марта    | 4 апреля  | 4 мая     | 2 июня    | 2 июля    | 31 июля    | 29 августа  | 28 сентября           | 27 октября | 26 ноября  | 25 декабря   |               |
| 3-й год Эйкан (Деревянный Петух)    | 1-я луна       | 2-я луна*  | 3-я луна  | 4-я луна  | 5-я луна* | 6-я луна  | 7-я луна*  | 8-я луна*   | 8-я луна (високосная) | 9-я луна*  | 10-я луна  | 11-я луна*   | 12-я луна     |
| Юлианский календарь                 | 24 января 985  | 23 февраля | 24 марта  | 23 апреля | 23 мая    | 21 июня   | 21 июля    | 19 августа  | 17 сентября           | 17 октября | 15 ноября  | 15 декабря   | 13 января 986 |

* звёздочкой отмечены короткие месяцы (луны) продолжительностью 29 дней. Остальные месяцы длятся 30 дней.